# Renania

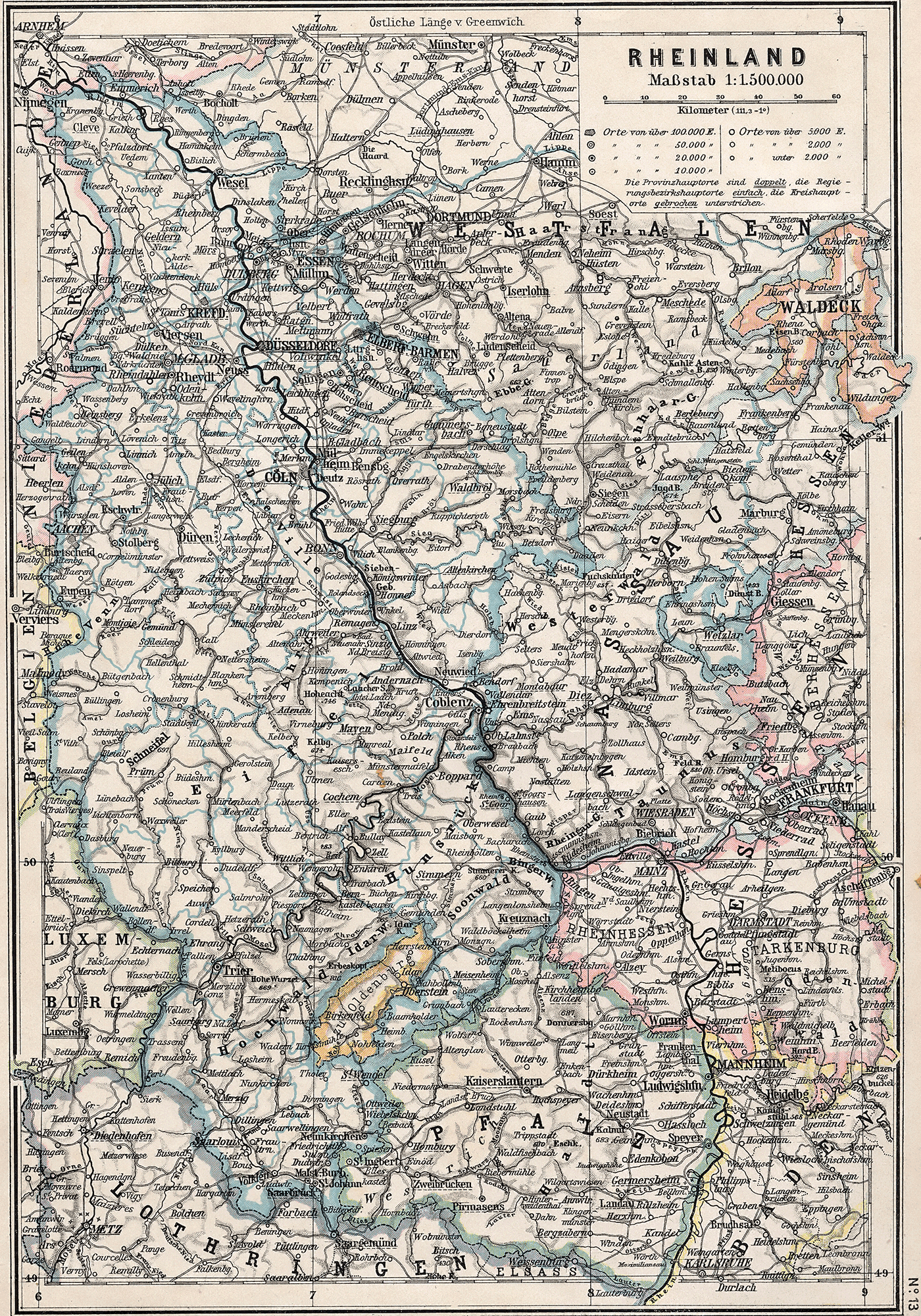
Rheinprovinz (anno 1905)

Renania sau „Țara Rinului” (în germană: Rheinland sau Rheinprovinz) este o fostă provincie a Prusiei din vestul Germaniei. Înaintea Primului Război Mondial, teritoriul ei este alcătuit astfel:
- Nordul acestei regiuni (începând cu orașul Bonn) alcătuiește împreună cu regiunea Westfalia, situată la nord-est de aceasta, landul Renania de Nord-Westfalia.
- Partea centrală și sudică a Renaniei face parte din actualul land Renania-Palatinat, care cuprinde însă și regiunea Palatinat (Pfalz).
- Extremitatea sud-vestică este reprezentată de landul Saarland.
- Extremitatea vestică (în jurul orașelor Eupen și Malmedy) aparține Belgiei.

## Zonele de relief din cadrul regiunii Renania de azi
- Niederrhein
- Rheinisches Ruhrgebiet
- Jülich-Zülpicher Börde
- Kölner Bucht
- Bergisches Land
- Siebengebirge
- Vorgebirge
- Eifel
- Maifeld
- Mittelrhein
- Neuwieder Becken
- Westerwald
- Vestul Siegerlandului (in rest aparține de Westfalia)
- Hunsrück/Naheland
- Vestul munților Taunus în rest Hessen
- Rheinhessisches Hügelland (partea nordică)

## Districte urbane

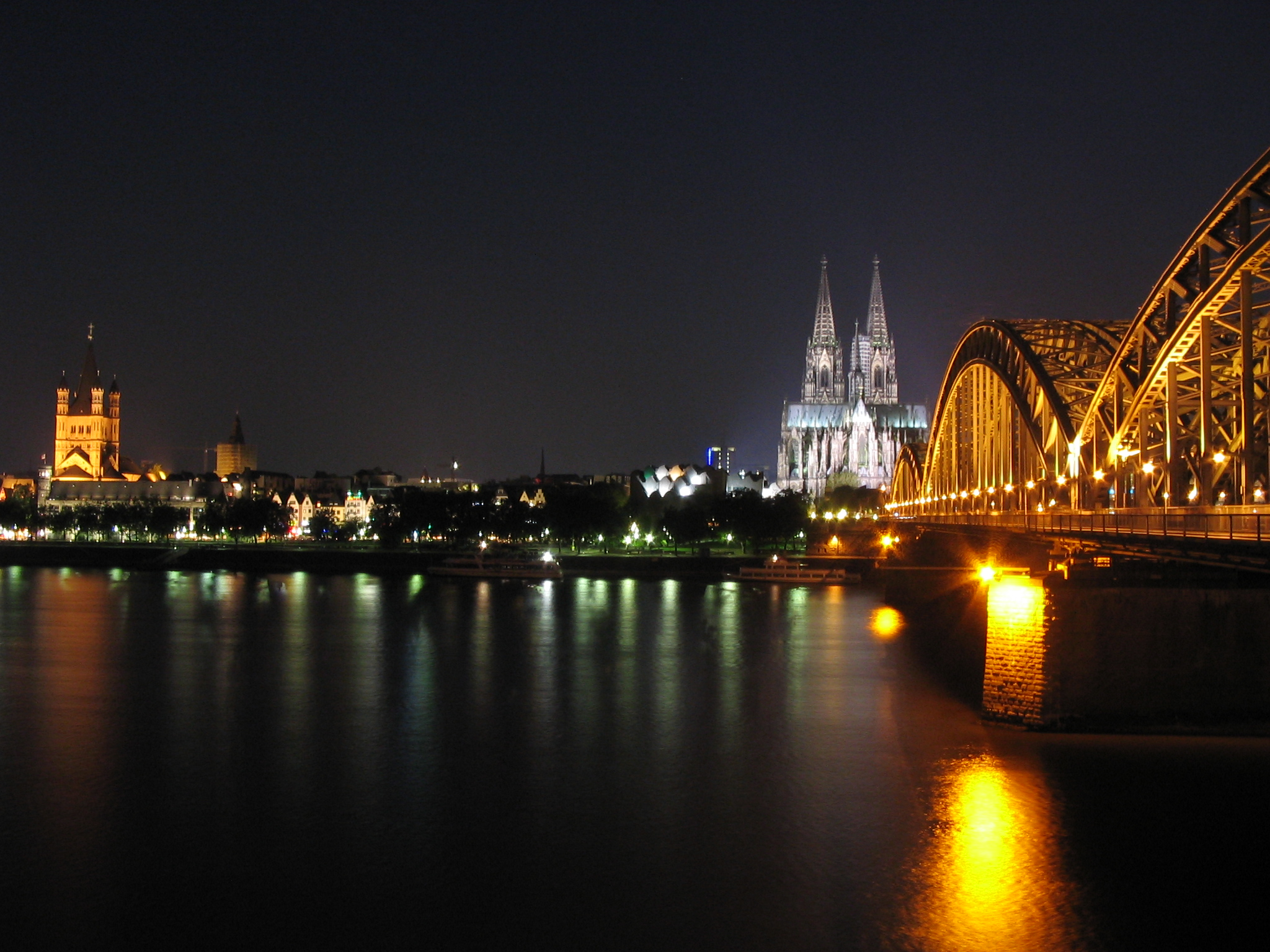
Köln panoramă de pe Rin

- Aachen
- Bonn
- Düsseldorf
- Duisburg
- Essen*
- Koblenz
- Köln
- Krefeld
- Leverkusen
- Mainz**
- Mönchengladbach
- Mülheim an der Ruhr
- Oberhausen*
- Remscheid
- Solingen
- Trier
- Worms**
- Wuppertal*

## Districte rurale
NRW: 
Kleve, Wesel, Viersen, Heinsberg, Rhein-Kreis Neuss, Mettmann*, Rhein-Erft-Kreis, Rheinisch-Bergischer Kreis, Oberbergischer Kreis, Rhein-Sieg (district), Euskirchen, Düren, Aachen;  Borken (district)
RLP: 
Altenkirchen, Westerwald (district)**, Neuwied, Ahrweiler, Mayen-Koblenz, Rhein-Lahn (district)**, Rhein-Hunsrück (district), Cochem-Zell, Bernkastel-Wittlich, Vulkaneifel, Bitburg-Prüm, Trier-Saarburg, Birkenfeld, Mainz-Bingen**, Bad Kreuznach, Alzey-Worms**

## Galerie de imagini

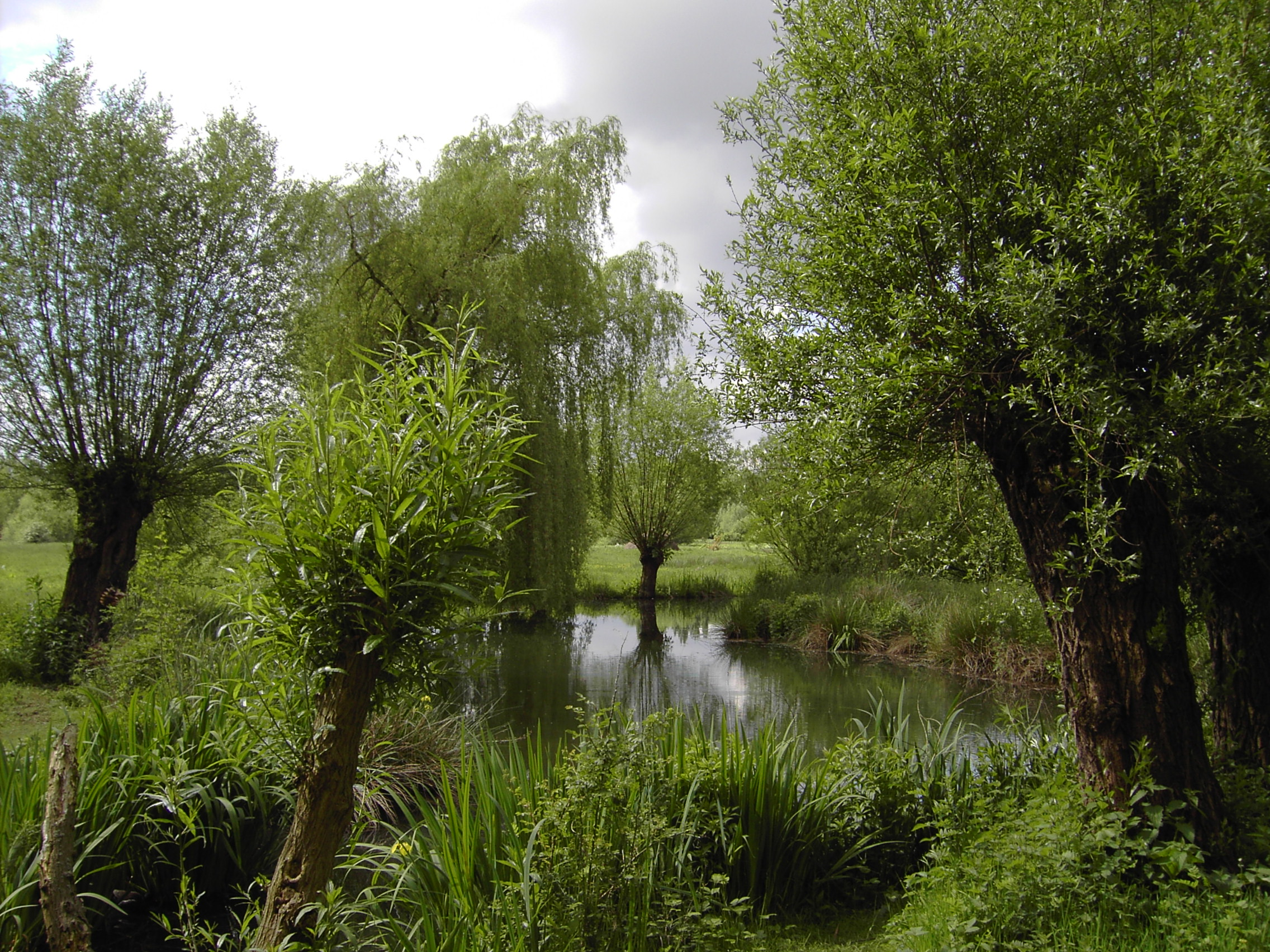
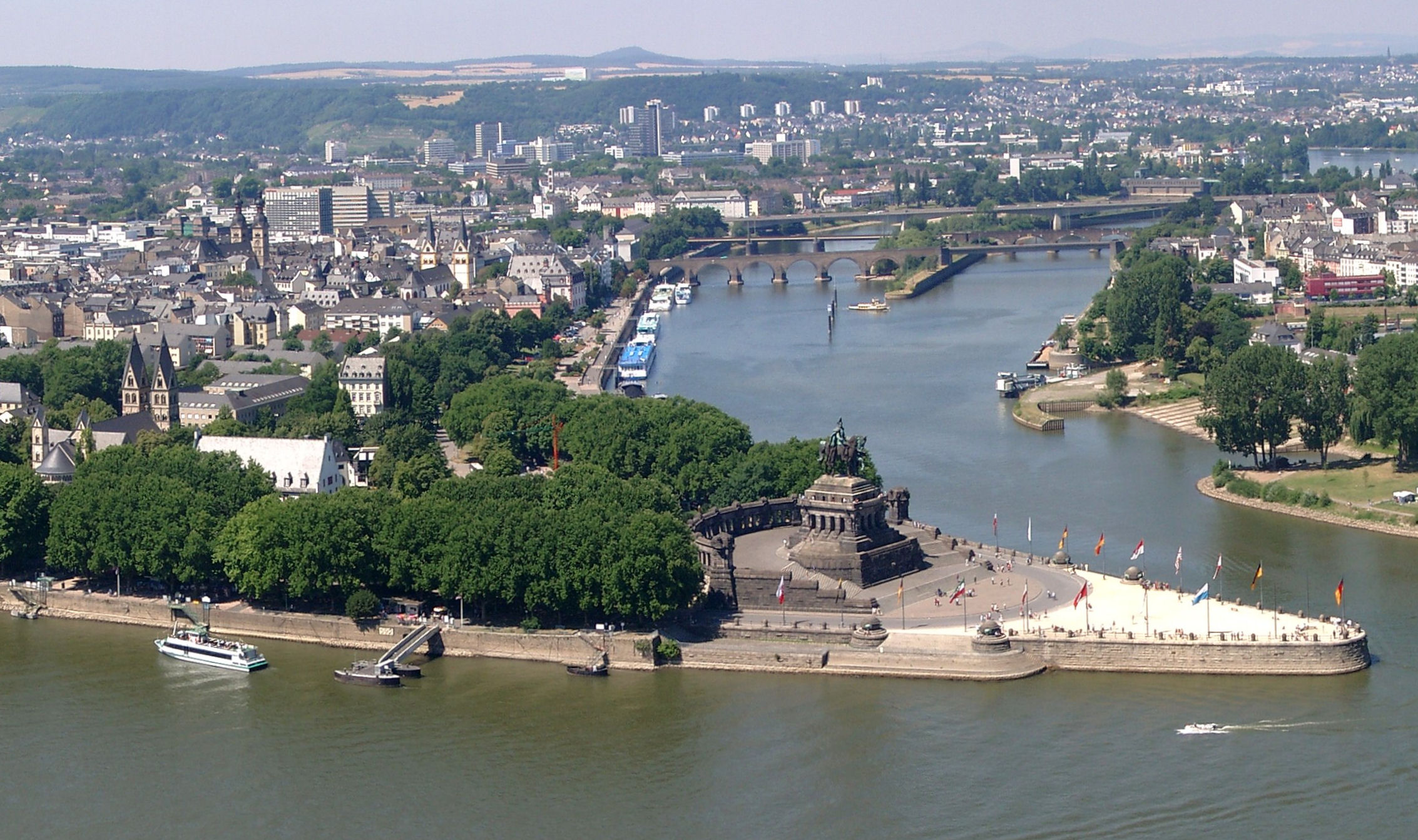
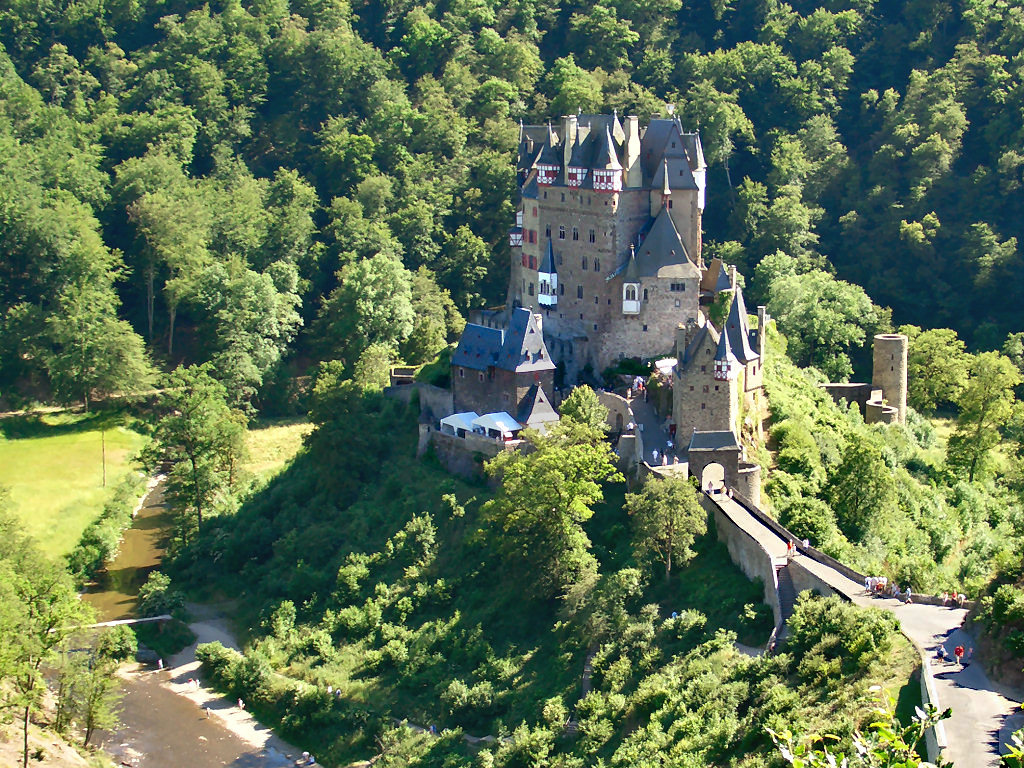
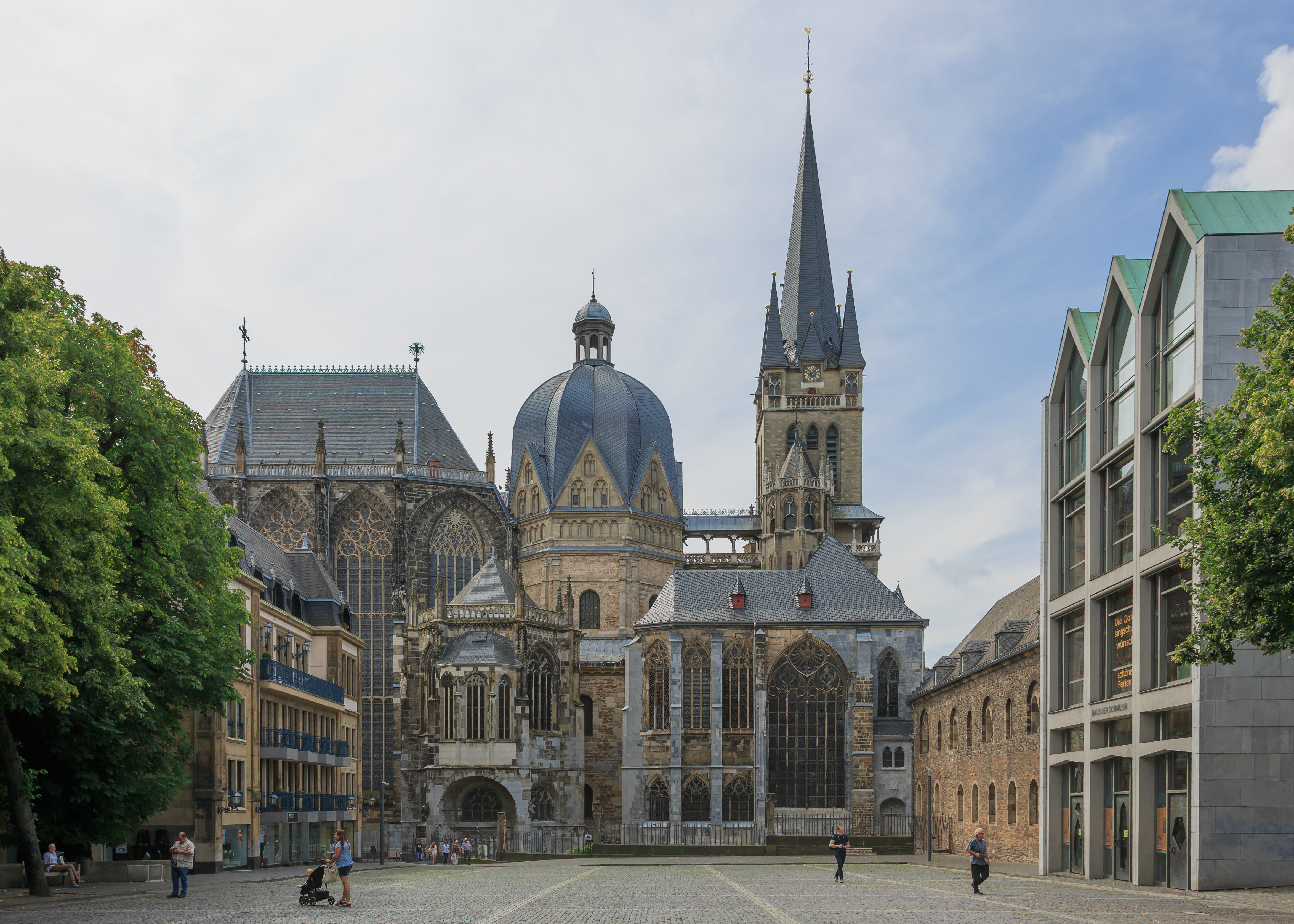
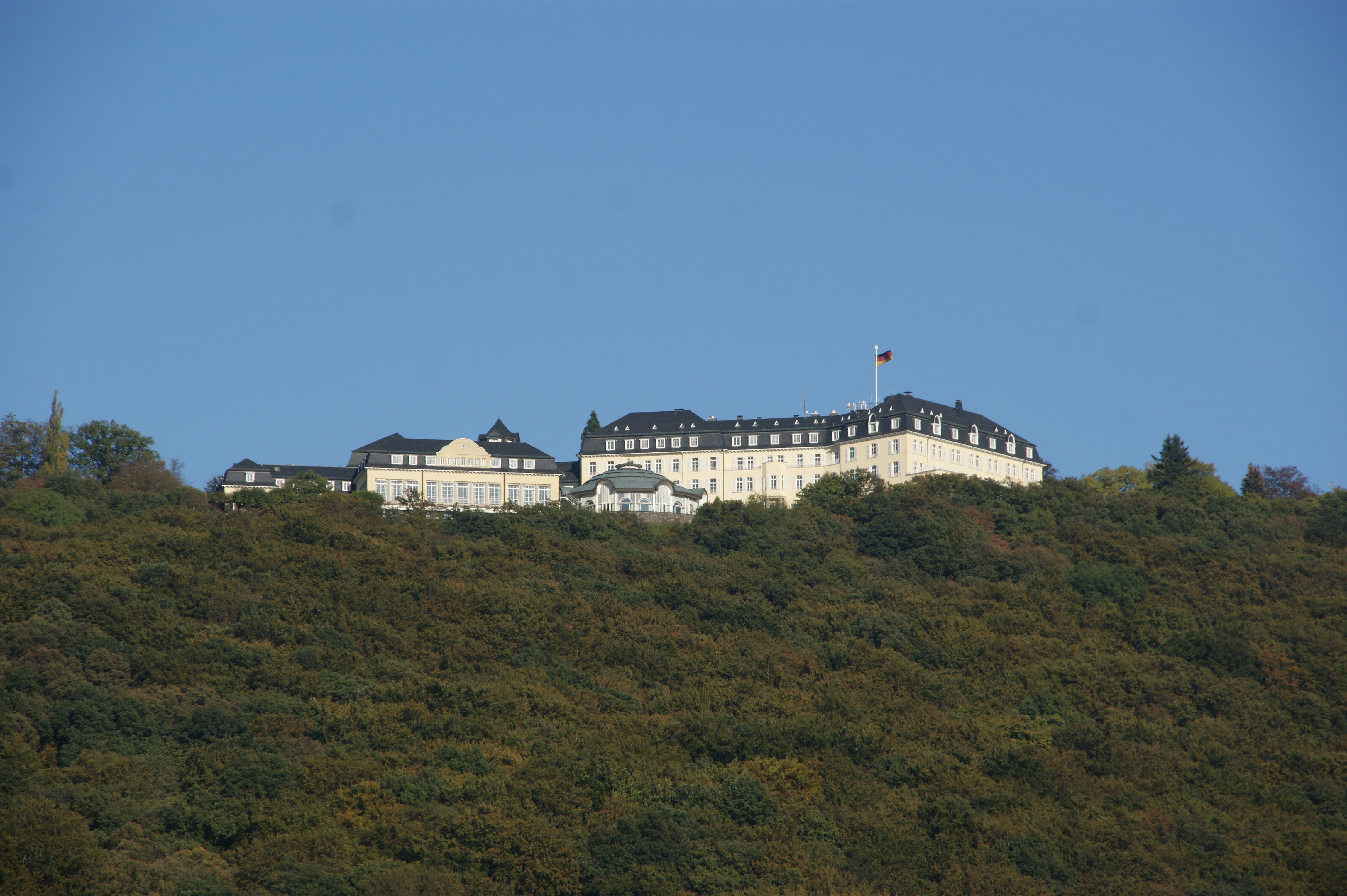
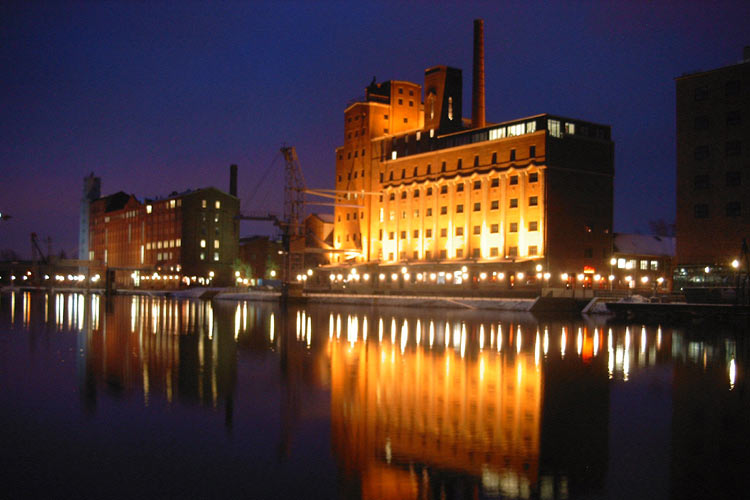
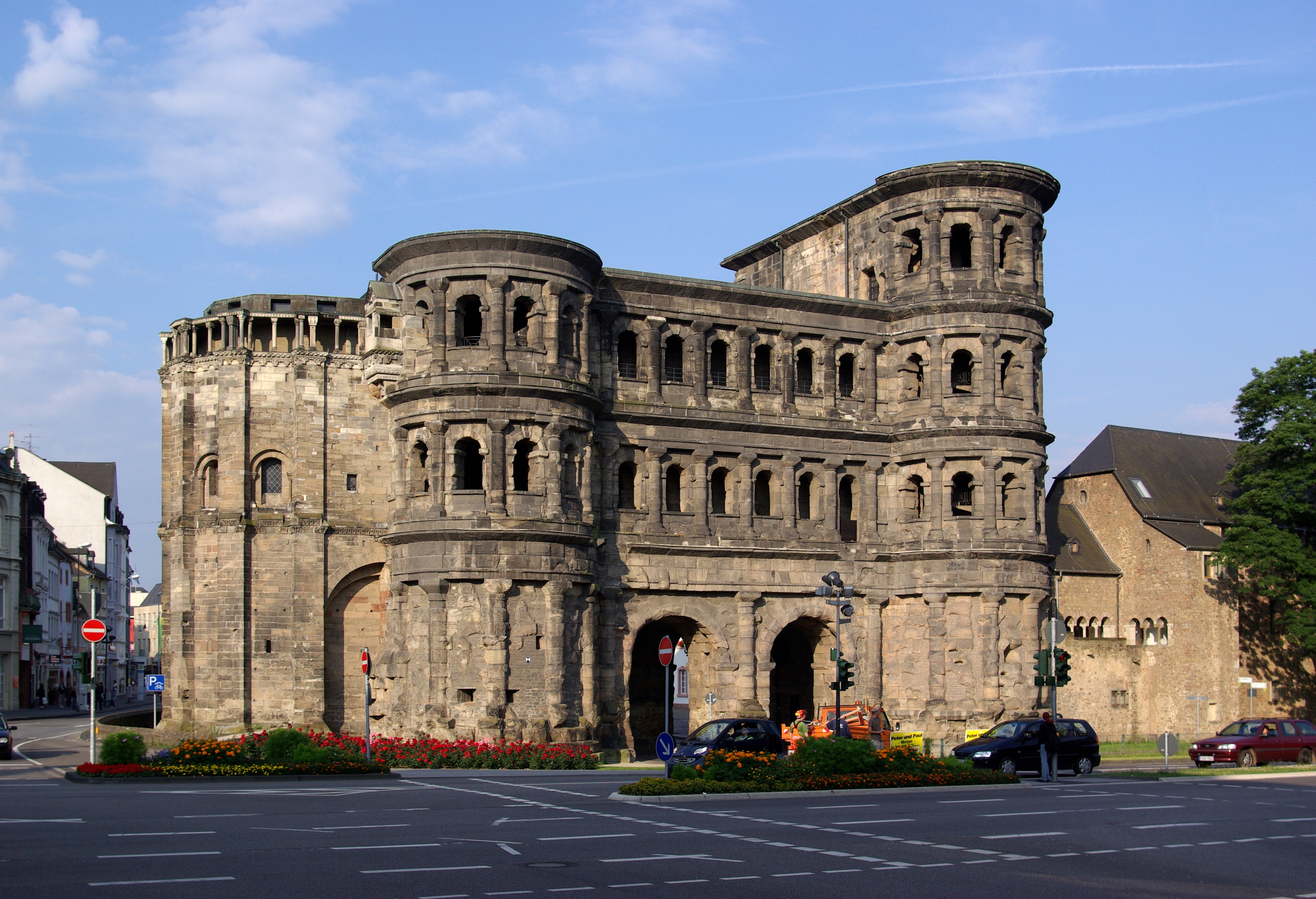
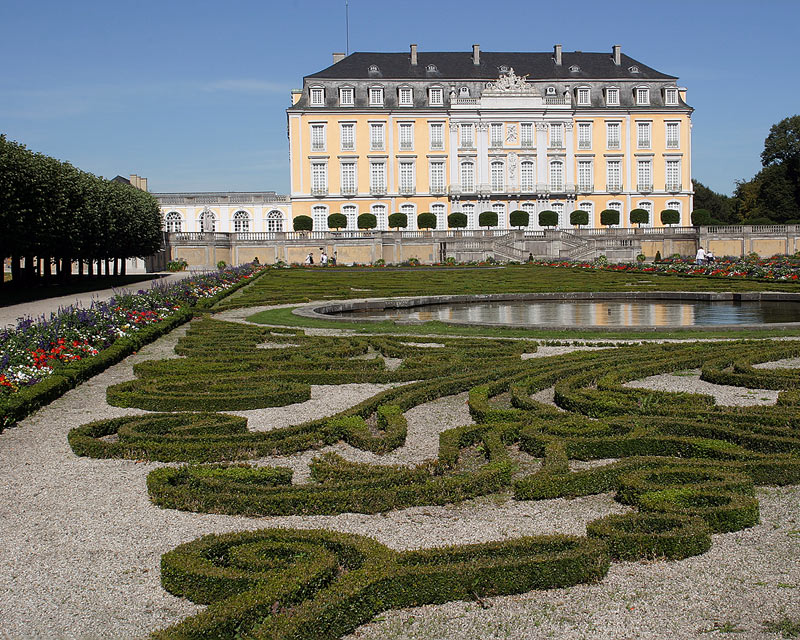